# Kurdistans demokratiska patriotiska allians
Kurdistans demokratiska patriotiska allians var en valallians inför parlamentsvalet i Irak januari 2005. Alliansen bestod av  de två kurdiska partierna Kurdistans demokratiska parti (KDP) samt Kurdistans patriotiska union (PUK) som tidigare krigat med varandra men som hade enats om att driva Kurdistans intressen. I alliansen ingick även ett antal mindre partier. Förgrundsfigurer var Massoud Barzani (KDP) och Jalal Talabani (PUK). Alliansen fick 90 procent av rösterna i valet och de båda stora partierna kom överens om en uppdelning av nyckelpositionerna i regeringen.